# Lavaldens
Lavaldens är en kommun i departementet Isère i regionen Auvergne-Rhône-Alpes i sydöstra Frankrike. Kommunen ligger i kantonen Valbonnais som tillhör arrondissementet Grenoble. År 2022 hade Lavaldens 161 invånare.

## Befolkningsutveckling
Antalet invånare i kommunen Lavaldens
Referens:INSEE